# الإسلام واليهودية
العلاقة بين اليهودية والإسلام نشأت بنشوء الإسلام ذاته في القرن السابع الميلادي. وتوجد بعض القيم المتشابهة والخطوط العريضة والمبادئ المشتركة بينهم. ويذكر القرآن الكثير من الروايات التي ورد ذكرها في التوراة والإنجيل، والتي تعتبر من التاريخ اليهودي وتاريخ بني إسرائيل. كما تشترك الديانتان بمفاهيم التحريم والحدود. ويؤمن كل من أتباع الإسلام واليهودية بنبوة إبراهيم وله دور مركزي في كلا الديانتين مما يجعلهما يصنفان إلى جانب ديانات أخرى ضمن الديانات الإبراهيمية.

## اليهود في النصوص الدينية الإسلامية
يشير النص القرآني لليهود في عدة مواضع، وفي سياقات متنوعة، وتراوح بين مدحه لهم ولأهل الكتاب وثناءه على إيمانهم بالله وبين ذمّه لهم ووصفهم بالمفسدين. وفي أغلب آياته لم يخاطب اليهود، وإنما "بني إسرائيل"، فمثلا ﴿يَا بَنِي إِسْرَائِيلَ اذْكُرُوا نِعْمَتِيَ الَّتِي أَنْعَمْتُ عَلَيْكُمْ وَأَنِّي فَضَّلْتُكُمْ عَلَى الْعَالَمِينَ ۝٤٧﴾ [البقرة:47]
يميز النص القرآني بني إسرائيل ﴿وَلَقَدِ اخْتَرْنَاهُمْ عَلَى عِلْمٍ عَلَى الْعَالَمِينَ﴾. ويثني على صبرهم: ﴿وَتَمَّتْ كَلِمَةُ رَبِّكَ الْحُسْنَى عَلَى بَنِي إِسْرَائِيلَ بِمَا صَبَرُوا وَدَمَّرْنَا مَا كَانَ يَصْنَعُ فِرْعَوْنُ وَقَوْمُهُ وَمَا كَانُوا يَعْرِشُونَ﴾  وفي موضع آخر يصفهم بشدة العداء للمسلمين: ﴿لَتَجِدَنَّ أَشَدَّ النَّاسِ عَدَأوَةً لِلَّذِينَ آمَنُوا الْيَهُودَ وَالَّذِينَ أَشْرَكُوا ۖ وَلَتَجِدَنَّ أَقْرَبَهُمْ مَوَدَّةً لِلَّذِينَ آمَنُوا الَّذِينَ قَالُوا إِنَّا نَصَارَىٰ ۚ ذَٰلِكَ بِأَنَّ مِنْهُمْ قِسِّيسِينَ وَرُهْبَانًا وَأَنَّهُمْ لَا يَسْتَكْبِرُونَ﴾ وفي مواضع أخرى يصفهم بأنهم من أهل الكتاب، ويدعو لمجادلتهم بالتي هي أحسن ﴿وَلاَ تُجَادِلُوا أَهْلَ الْكِتَابِ إِلاَّ بِالَّتِي هِيَ أَحْسَنُ﴾. ذم اليهود في القرآن لا يقوم على أنهم جماعة عاصية فقط، وإنما كونهم خانوا العهد الذي كان بينهم وبين الله.

## موقف الإسلام من اليهودية
الإسلام يقر بالتوراة كتابًا من عند الله فيه هدى ونور وأنها حُرِّفت بعد ذلك. ويذكر القرآن عددا من أنبياء ورسل اليهود (بني إسرائيل) آخرهم المسيح عيسى ويعتبر الإيمان بهم من ضمن عقيدة المسلم. والقرآن يميز بين اليهود الذين آمنوا برسل الله ورسالاته وهم في الإسلام الفرقة الناجية وبين اليهود الذين كفروا بالله وكذبوا رسله وهم حسب رأي بعض علماء المسلمين هم المقصودين في سورة الفاتحة بـ(المغضوب عليهم).

## اليهود والعلاقات الاجتماعية الإسلامية
يعتبر اليهود في الإسلام أهل كتاب يباح للمسلم الزواج منهم وأكل طعامهم.

## اليهود عبر التاريخ الإسلامي
في فترة صدر الإسلام ومن السيرة النبوية والتاريخ الإسلامي يتضح أن النبي محمد قد عقد معاهدة مع يهود المدينة تضمن لهم حريتهم الدينية وتلزمهم بالتعاون مع المسلمين للدفاع عن المدينة فيما سيمت بـ وثيقة المدينة، إلا أنه قد حدث نقض من جانب اليهود لتلك الوثيقة، ويظهر ذلك من المواقف التي حصلت مع النبي محمد بن عبد الله صلى الله عليه وسلم ويهود يثرب وجاراتها حتى أن بعض اليهود حاولوا قتل النبي صلى الله عليه وسلم وأثاروا المشاكل مع المسلمين وهناك العديد من القصص التي حدثت بينهم كقصة المرأة التي ذهبت إلى سوق اليهود فكشفوا حجابها، فاستنجدت بالمسلمين وحدث شجار أدى لوفاة أحد المسلمين، والتي انتهت بإقصاء ثلاثة مراكز لهم هم بني قريظة وبني النضير وبني قينقاع، وكذلك مشاكل الخيانة التي تكررت منهم في العهد الإسلامي ۔
في فترات امتداد الدولة الإسلامية، لعب اليهود أدوارا مهمة داخل هذه الدولة، بل وعيّن عدد منهم في مناصب رفيعة في نظم الدول الإسلامية، مثل موسى بن ميمون طبيب بلاط صلاح الدين الأيوبي كما لعبوا دورا كبيرا في الأندلس وإحتضنتهم الدولة الإسلامية بعد سقوط الأندلس، كما قام بعضهم كابن عزرا بالتفتح في ظل الدولة الإسلامية، منتجا أعمال بالعبرية تعتبر حتى اليوم من أثمن المراجع.

## شخصيات دينية
يعود مصطلح «السامية» للشعوب التي يعتقد أنها تنحدر من سلالة سام بن نوح. تصنف الشعوب العبرية والعربية على أنها شعوب سامية، وهو مفهوم عنصري مستمد من روايات التوراة عن أصول الثقافات المعروفة لدى العبرانيين القدماء. كانت الشعوب القريبة من العبرانيين يُعتبرون أيضًا منحدرين من جدهم سام أحد أبناء نوح. يؤكد المؤرخون المعاصرون على وجود أدلة تثبت تقارب العبرانيين القدماء والعرب اعتمادًا على الخصائص التي تنتقل عادة من الأباء إلى الأبناء، مثل الجينات والعادات والثقافة، ومن أهم المعايير التي درست جيدًا في هذا السياق اللغة. يؤكد التشابه بين اللغات السامية (بما في ذلك العبرية والعربية)، والاختلافات بينها وبين لغات الشعوب المجاورة على الأصل السامي المشترك للعبرانيين والعرب.
ظهرت اليهودية كديانة توحيدية في حوالي القرن الثاني عشر قبل الميلاد. يبدأ تاريخ اليهودية وفق التقاليد الدينية اليهودية بالعهد بين الله وإبراهيم الذي يُعتبر من العبرانيين (أول عبري هو عابر أحد أجداد إبراهيم). يشير الكتاب المقدس العبري إلى شعوب «أرفي» التي تُترجم على أنها «شعوب عربية» مشتقة من سكان سهل «أرافا» أو سكان السهول. يعتبر بعض عرب شبه الجزيرة العربية من نسل إسماعيل الابن الأول لإبراهيم. بينما الرأي السائد بين المؤرخين هو أن الإسلام نشأ في الجزيرة العربية في القرن السابع الميلادي، ويعد آدم من وجهة نظر إسلامية هو المسلم الأول (بمعنى الإيمان بالله والاستسلام لأوامر الله). يتشارك الإسلام بالعديد من الميزات مع اليهودية (وكذلك مع المسيحية) مثل الإيمان بالأنبياء المشتركين (مثل موسى وإبراهيم) المعترف بهم في الديانات الإبراهيمية الثلاث.

### إبراهيم
تُعرف اليهودية والإسلام باسم «الديانات الإبراهيمية»، وكانت اليهودية الديانة الإبراهيمية الأولى التي ظهرت في صحراء شبه جزيرة سيناء بعد خروج العبرانيين من مصر وازدهرت بعد دخول العبرانيين إلى أرض كنعان لغزوها والاستقرار فيها. انقسمت المملكة اليهودية في النهاية إلى مملكتي إسرائيل ويهوذا قبل النفي إلى بابل في بداية الألفية الأولى. يعتبر المسلمون ابن إبراهيم الأول إسماعيل جدًا للعرب، وابن إبراهيم الثاني إسحاق جدًا للعبرانيين. يعتبر إسحاق وفق التقاليد الإسلامية جدًا لكل بني إسرائيل وابن إبراهيم من زوجته سارة. يُروى عن النبي محمد قوله أن حوالي خمسة وعشرين ألف من نبي ينحدرون من نسل إبراهيم، معظمهم من نسل ابنه إسحاق، وأن آخر نبي من هذه السلالة كان عيسى. يعتبر إبراهيم نبيًا مهمًا في الثقافة الإسلامية، وسلف محمد عن طريق سلالة إسماعيل، ويعد إبراهيم أيضًا أحد أنبياء الإسلام إلى جانب نوح وموسى وعيسى ومحمد وغيرهم، وتشبه رواية حياته في القرآن تلك الموجودة في التوراة.

### موسى
يعتبر موسى أحد أبرز الأنبياء وفقًا للثقافة الإسلامية. سردت قصته بشكل مطول في كثير من سور القرآن، وعلى الرغم من وجود اختلافات بين بعض الروايات القرآنية والإنجيلية، لكن أغلب الروايات تتفق على أحداث طفولته ونفيه إلى مدين، معجزاته، شطر البحر الأحمر إلى نصفين، الألواح، حادثة العجل الذهبي وتجول بني إسرائيل أربعين عامًا.
يعتقد بعض المؤرخون أن هناك تشابهًا بين منزلة هارون في قصة موسى ومنزلة عمر في قصة محمد. يرافق هارون موسى في الروايات التوراتية والقرآنية، وتتفق الروايتان على أن شخصية موسى أهم بكثير من هارون، لكنهما تختلفان في مسؤوليته عن حادثة العجل الذهبي، إذ يتهم الكتاب المقدس هارون، في حين أن الرواية القرآنية تدافع عنه.

### محمد
عندما بدأ الرسول محمد دعوته في مكة، كان ينظر إلى المسيحيين واليهود (أهل الكتاب) كحلفاء طبيعيين، وتوقع قبولهم لدعوته ودعمهم. هاجر الرسول محمد من مكة إلى المدينة بعد عشر سنوات من نزول الوحي لأول مرة في جبل حراء، وذلك بعد أن تعهد وفد يُمثل عشائر المدينة بحمايته. أصبح محمد زعيمًا دينيًا ودنيويًا للمدينة بكاملها، ووحَّد العشائر التي كانت تتقاتل مع بعضها هناك منذ مئة عام.
اعتنق أغلب أهل المدينة الوثنيون الإسلام، ولكن عددًا قليلًا من اليهود اعتنقوا الدين الجديد، ورفض أغلبهم نبوة محمد. ادعى اليهود أن بعض فقرات القرآن تتناقض مع التوراة، وربما تعود معارضتهم لأسباب سياسية أو دينية، إذ أن العديد من يهود المدينة كانوا على صلة وثيقة مع عبد الله بن أبي سلول الذي كان حليفًا لليهود وكان مرشحًا ليصبح أمير المدينة لولا قدوم محمد إليها. يضيف المؤرخ مارك كوهين أن محمد ظهر بعد قرون من توقف ظهور الأنبياء اليهود، وصاغ رسالته بلغة غريبة عن اليهودية في شكلها ومضمونها، بالإضافة إلى ذلك فإن محمد كان أميًا ونقل تعاليمه لأصحابه بطريقة شفهية.
منح دستور المدينة الجديد اليهود المساواة مع المسلمين مقابل ولائهم السياسي، وسمح لهم بممارسة عاداتهم وطقوسهم الدينية. ومن القصص التي توضح الانسجام بين المسلمين وبعض اليهود في المدينة قصة الحاخام مخيرق الذي قاتل إلى جانب المسلمين في معركة أحد، وأوصى بكامل ثروته لمحمد في حالة وفاته، وأطلق عليه محمد فيما بعد لقب «أفضل اليهود». لكن المسلمين تبنوا وجهة نظر سلبية تجاه اليهود في وقت لاحق عندما ظهرت بوادر معاداة اليهود لمحمد. انتهك اليهود دستور المدينة عندما ساعدوا أعداء المسلمين. انتصر المسلمون في أول معركة كبيرة ضد قريش في بدر، وبعد سنوات نفي بنو قينقاع وبنو النضر من المدينة، وقتل جميع الذكور البالغين من بني قريظة لاحقًا.

## العلاقات التاريخية
عاش اليهود في كثير من الأحيان ضمن دول إسلامية، ونظرًا لأن حدود الدول تغيرت على مدار أربعة عشر قرنًا من التاريخ الإسلامي، فربما تكون هناك مجموعة واحدة مثل الجالية اليهودية في القاهرة قد عاشت في كنف العديد من الدول المختلفة خلال فترات مختلفة.

### العصور الوسطى
حقق اليهود في شبه الجزيرة الأيبيرية تقدمًا كبير في الرياضيات وعلم الفلك والفلسفة والكيمياء وعلم اللغة في ظل الحكم الإسلامي. يشار أحيانًا إلى هذه الحقبة باسم العصر الذهبي للثقافة اليهودية في شبه الجزيرة الأيبيرية.
سُمح لليهود الذين يعيشون في بلاد إسلامية، بممارسة دينهم وإدارة شؤونهم الداخلية ولكنهم كانوا خاضعين لشروط معينة، فكان عليهم دفع الجزية (ضريبة مفروضة على جميع الذكور البالغين غير المسلمين) إلى الحكومة المسلمة، ولكنهم أعفوا من دفع الزكاة (ضريبة مفروضة على المسلمين البالغين). [41] منع اليهود من العمل في الجيوش الإسلامية والإدلاء بشهادتها في معظم قضايا المحاكم الإسلامية، لأن العديد من قواعد الشريعة الإسلامية كانت لا تنطبق عليهم. هناك اعتقاد خاطئ شائع يتعلق بإجبار اليهود على ارتداء ملابس خاصة، وهي تعاليم غير موجودة في القرآن أو الأحاديث، ويُعتقد أنها ظهرت في الخلافة العباسية في أوائل العصور الوسطى ببغداد.